# جان سرافین
جان سرافین (انگلیسی: Jean Sérafin؛ زادهٔ ۲۴ ژوئن ۱۹۴۱) بازیکن فوتبال اهل فرانسه است.
از باشگاه‌هایی که در آن بازی کرده‌است می‌توان به باشگاه فوتبال والنسین اشاره کرد.